# Plaza Madeira
Plaza Madeira, anteriormente designado por La Vie Funchal e Dolce Vita Funchal, é um centro comercial português localizado no centro da cidade do Funchal, Madeira. Conta com 71 lojas e 900 lugares de estacionamento.

## História
Foi inaugurado a 23 de outubro de 2007, sendo então o primeiro centro comercial português concebido à luz da arquitetura bioclimática. Inicialmente sob o nome Dolce Vita Funchal, foi um investimento do grupo espanhol Chamartín Imobiliaria que custou 67 milhões de euros.
Em 2008, o centro comercial foi eleito Melhor Empreendimento do Ano: Comércio pelos "Óscares do Imobiliário", uma distinção atribuída pela Revista Imobiliária.
No dia 29 de julho de 2015, alterou a sua designação de Dolce Vita para La Vie, na sequência da mudança da marca gestora deste centro comercial.
A 17 de julho de 2023, o prédio retorna a ser vendido, desta vez ao Fundo CA Património Crescente, do Crédito Agrícola. Em 2024, mudou novamente a sua designação, passando de La Vie para Plaza Madeira.

## Galeria
- Interior do centro comercial.
- Interior do centro comercial.
- Painéis que cobrem o teto da parte central.